# Dakgrind

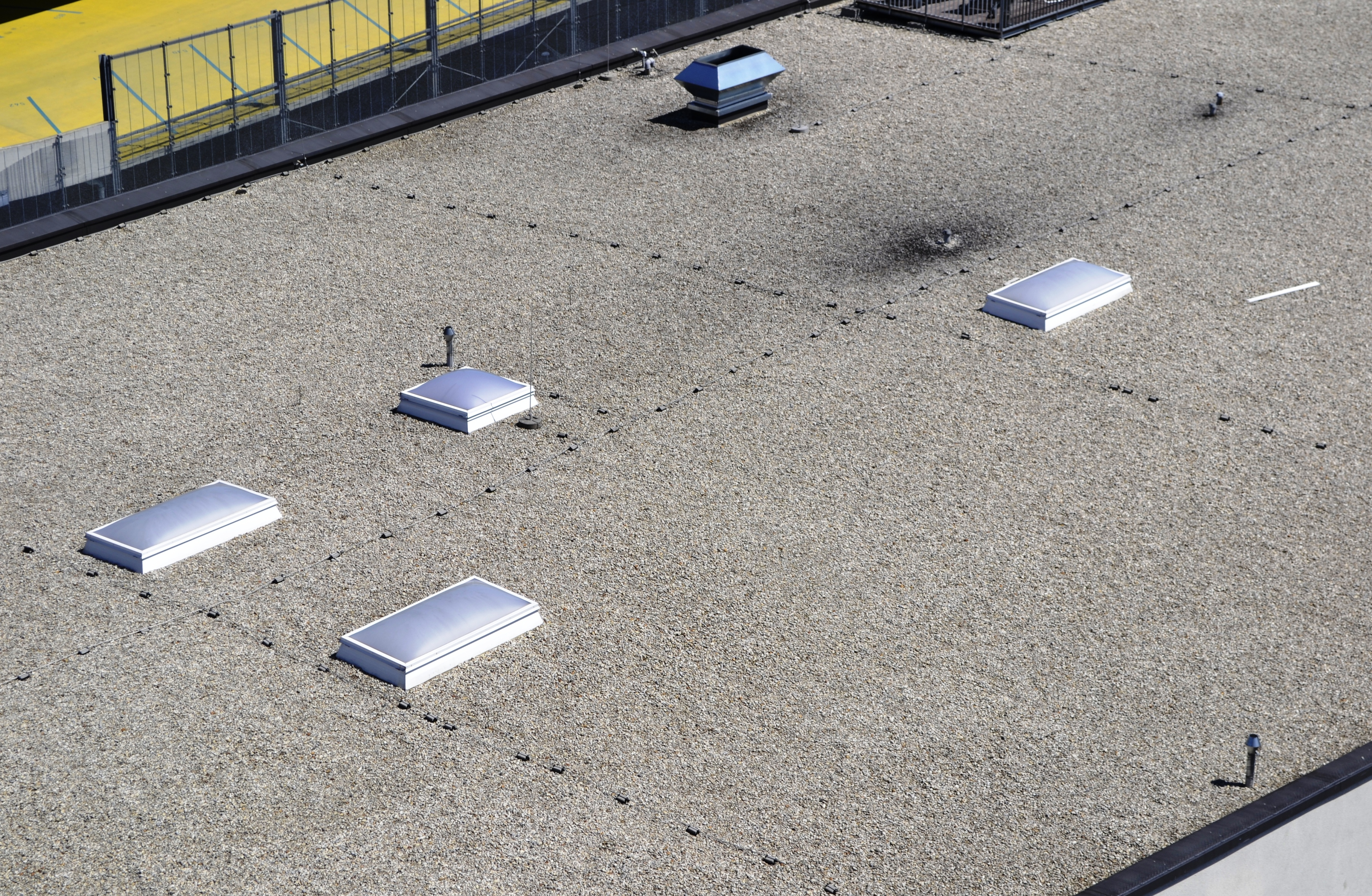
Een grinddak.

Dakgrind is de benaming voor de grindsoort die gebruik wordt als ballast op platte daken.
Dakgrind is een grindsoort met specifieke eigenschappen:
- Natuurlijk gladgeslepen oppervlak (het geheel mag niet veel scherp grind bevatten). Dit komt bijvoorbeeld van de bovenloop van de Rijn.
- De richtlijn voor dakdekkers: NPR[1] 6708, schrijft morene-grind voor. Dit komt van de bovenrijn uit Zwitserland, Duitsland of Frankrijk; het bevat bijna geen scherp grind. Ook gerecycled grind ('ecogrind') kan voldoen aan deze normering.
- De grootte van de korrel (gradatie) bedraagt 16 tot 32 mm en 32 tot 56 mm in diameter: kleiner is niet wenselijk en afhankelijk van ligging en hoogte van het dakvlak niet toegestaan conform NPR; groter mag wel mits de dakconstructie en dakbedekking hierop gedimensioneerd zijn.
- Waterdoorlatend (toplaag) én watervasthoudend (onderlaag)

Dakgrind moet in een voldoende dikke laag worden aangebracht. Zo werkt het als een ballastlaag en heeft een aantal specifieke functies:
- beschermen van de bitumineuze dakbedekking tegen fysieke belasting
- tegenhouden van direct zonlicht op dakbedekking
- vasthouden van water
- vasthouden van de bitumineuze dakbedekking bij zware storm

Dakgrind heeft indien dit licht van kleur is een reflecterende werking, en kan meehelpen het gebouw koel te houden in de zon. Wit grind op het dak is indien het een zichtdak betreft niet wenselijk daar het de zon te veel reflecteert.

## Ecogrind
Ecogrind is gewassen gerecycled dakgrind. Het doel is om het milieu minder te belasten dan bij het gebruik van nieuw gewonnen grind. Om dakgrind te kunnen hergebruiken moet het worden gewassen en de stoffen die er uitgewassen worden zijn onder meer paks, roetdeeltjes en fijnstof. Deze worden uit het waswater gehaald om daarna te worden vernietigd. Ecogrind is verkrijgbaar in verschillende maten: 4 tot 16 mm, 16 tot 32 mm en 32 tot 80 mm. 16 tot 32 mm dakgrind kan worden verwijderd en aangebracht met speciale zuig- en blaaswagens. Ecogrind 16 tot 32 mm voldoet aan de NEN-beoordelingsrichtlijnen voor op het dak.